# Pere Salabert
Pere Salabert és catedràtic emèrit d'Estètica i Teoria de les Arts, Universitat de Barcelona. Els seus llibres més recents són El pensamiento visible, AKAL, Madrid, 2017; La màquina del teatre. Per a una biografia de la tragèdia, Punctum-UAB, Barcelona-Lleida, 2013; Teoría de la creación en el arte, AKAL, Madrid, 2013; La redención de la carne. Hastío del alma y elogio de la pudrición (CENDEAC, Murcia, 2004; UNC, Medellín, 2005), Esthétiques de la nature (dirigit amb D. Chateau i H. Parret, Publications de la Sorbonne, Paris, 2007); El cuerpo es el sueño de la razón y la inspiración una serpiente enfurecida. Marcel·lí Antúnez: cara y contracara (CENDEAC, Murcia, 2009), Figures de la passion et de l'amour (dirigit amb D. Chateau; L'Harmattan, Ouverture Philosophique, Paris, 2011), Teoría de la creación en el arte (AKAL, Madrid, 2013), i La máquina del teatre. Per a una biografia de la tragèdia (Punctum, Lleida-Barcelona, 2013). De 1983 a 2002 ha dirigit la revista especialitzada D'art, i fins a 2004 la seva nova versió Materia, de la Universitat de Barcelona. Membre del comitè científic de la Revue Proteus. Cahiers des théories de l'art, de la Nouvelle Revue d'Esthétique i del consell assessor de Materia. Revista d'art (Barcelona, UB). Dirigeix el Grup de Recerca en Estètica General i Antropològica (GREGA), de la Universitat de Barcelona. Com a professor invitat, ha impartit docència a 32 universitats de 14 països. Va morir el 21 de juny de 2023.